# Christophstraße (Trier)
Die Christophstraße ist eine Straße in Trier im Stadtteil Mitte-Gartenfeld. Die Straße beginnt kurz vor dem Hauptbahnhof, wo sie gemeinsam mit der parallel verlaufenden Nordallee in die Bahnhofstraße zusammenläuft, bis zum Porta-Nigra-Platz. Die Straße ist eine von Westen nach Osten befahrene zweispurige Einbahnstraße. Fast die gesamte Straße ist Denkmalzone.

## Geschichte
Der Name leitet sich wahrscheinlich von der Figur des Christophorus am Haus Zum Christophel am Ende der Straße ab. Das namensgebende unter Denkmalschutz stehende Haus liegt jedoch bereits in der Simeonstraße. Ursprünglich verlief die Straße am stadtseitigen Rand der Stadtmauer und wurde mit deren Auflösung Teil des Alleenrings.

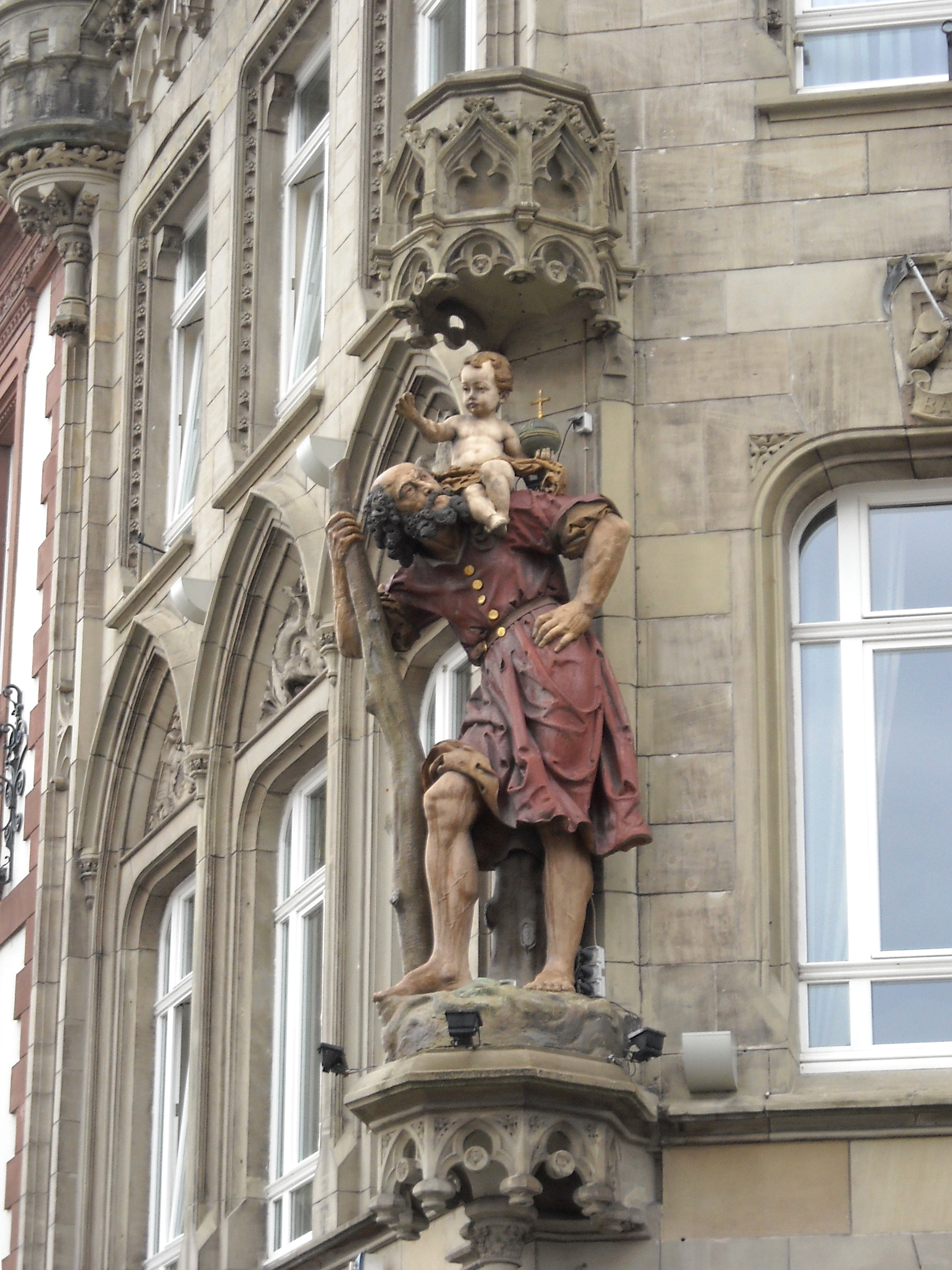
Christophorus-Figur

## Historische Gebäude in der Straße
In der Denkmalzone Christophstraße befinden sich mehrere bedeutende Kulturdenkmäler. Die meisten Gebäude in der Straße stammen aus der Zeit zwischen 1892 und 1912. Eine ausführliche Liste aller historischen Gebäude an der Straße befindet sich in der Liste der Kulturdenkmäler in Trier-Mitte/Gartenfeld. Im Folgenden werden nur die wichtigsten Gebäude kurz näher erläutert.
Das herausragendste Gebäude ist die ehemalige Reichsbahndirektion mit Bedienstetenwohnflügel am Anfang der Straße unweit vom Hauptbahnhof. Die Vierflügelanlage erstreckt sich auch entlang der hier anknüpfenden Balduinstraße. Der Architekt Karl Albermann imitierte vor allem Elemente des Barock. Der Hauptflügel mit Mansarddach ist dreigeschossig, die Seitenflügel sind viergeschossig. Das Gebäude wurde von 1922 bis 1925 errichtet. Das Gebäude ist heute der erste sichtbare Monumentalbau auf dem Weg vom Bahnhof in die Stadt. Nach Auflösung der Reichsbahndirektion 1935 wurde das Gebäude zunächst von der Gestapo-Dienststelle Trier genutzt. Danach stand es zunächst leer. Im Laufe der Jahrzehnte wurde das Gebäude von vielen verschiedenen Institutionen genutzt. Seit 2006 ist es Mehrgenerationenhaus sowie Sitz der Trierer Staatsanwaltschaft. Am Gebäude befindet sich eine Gedenktafel für die Opfer des Naziregimes.

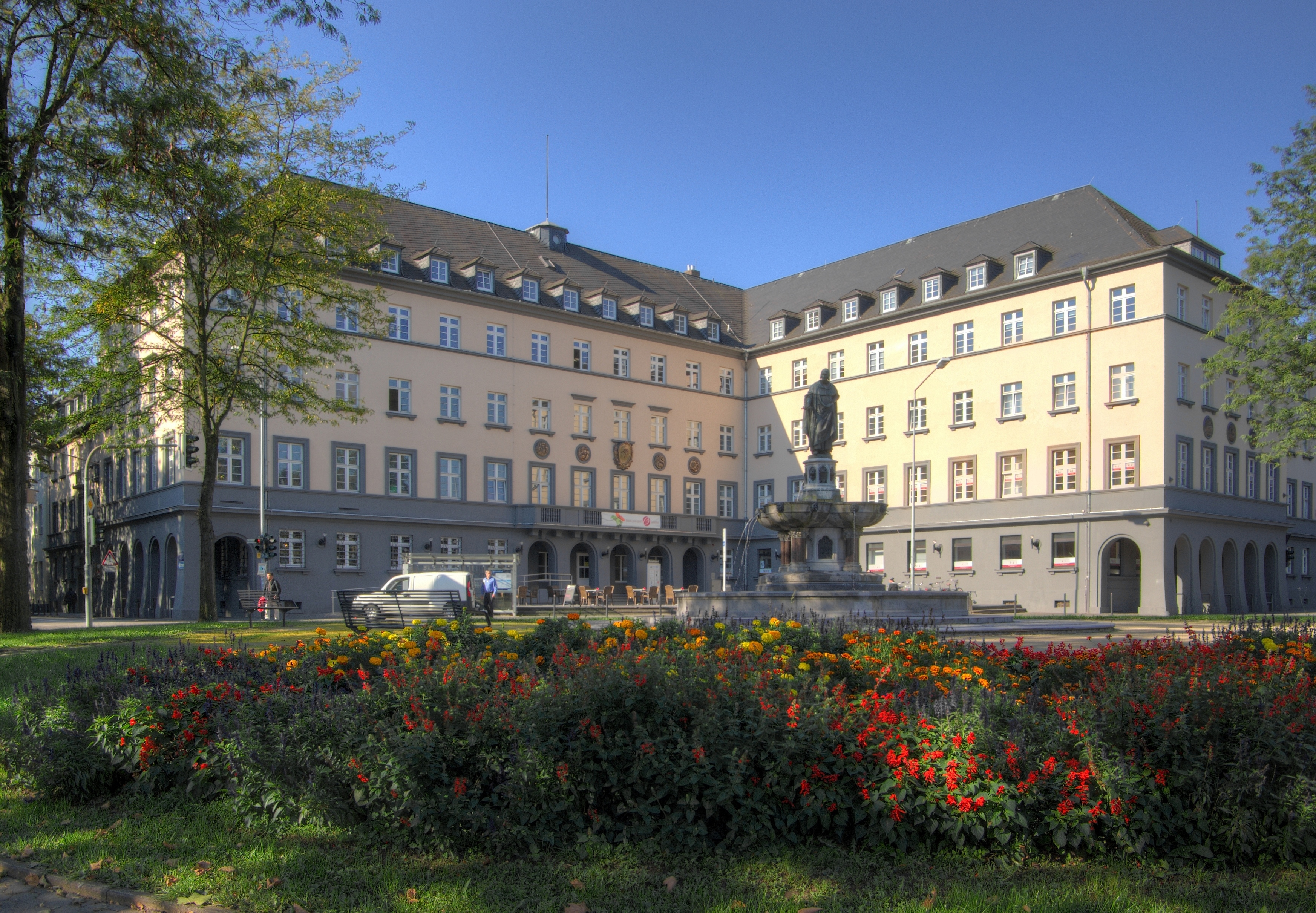
Ehem. Reichsbahndirektion mit Balduinbrunnen im Vordergrund
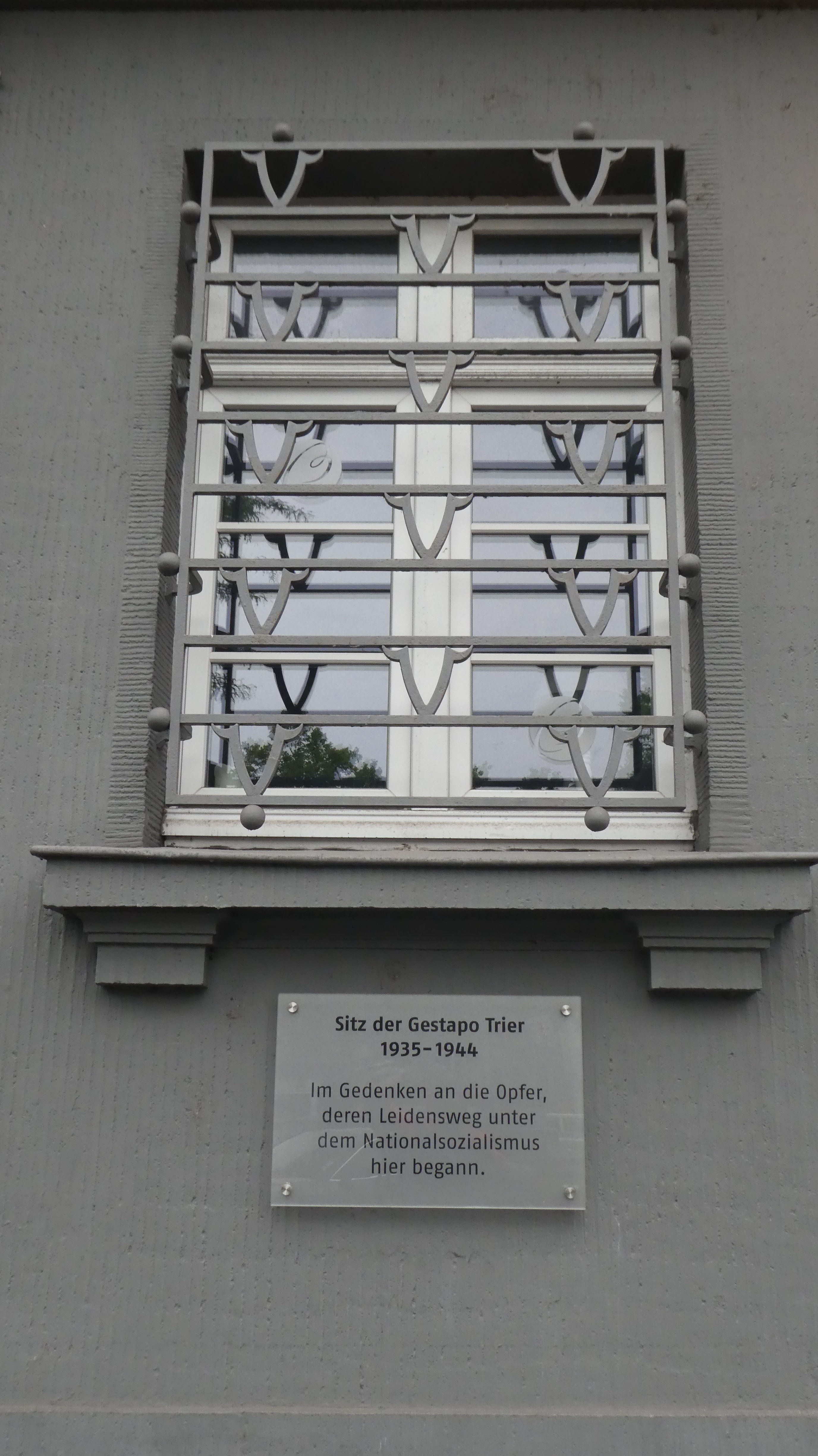
Gedenk-tafel

Außerdem befindet sich in der Christophstraße die nördliche Fassade des Gebäudes der ehemaligen Reichsbank Trier mit ihren neoklassizistischen Säulen. Der Haupteingang des Gebäudes ist jedoch in der Kochstraße 13.

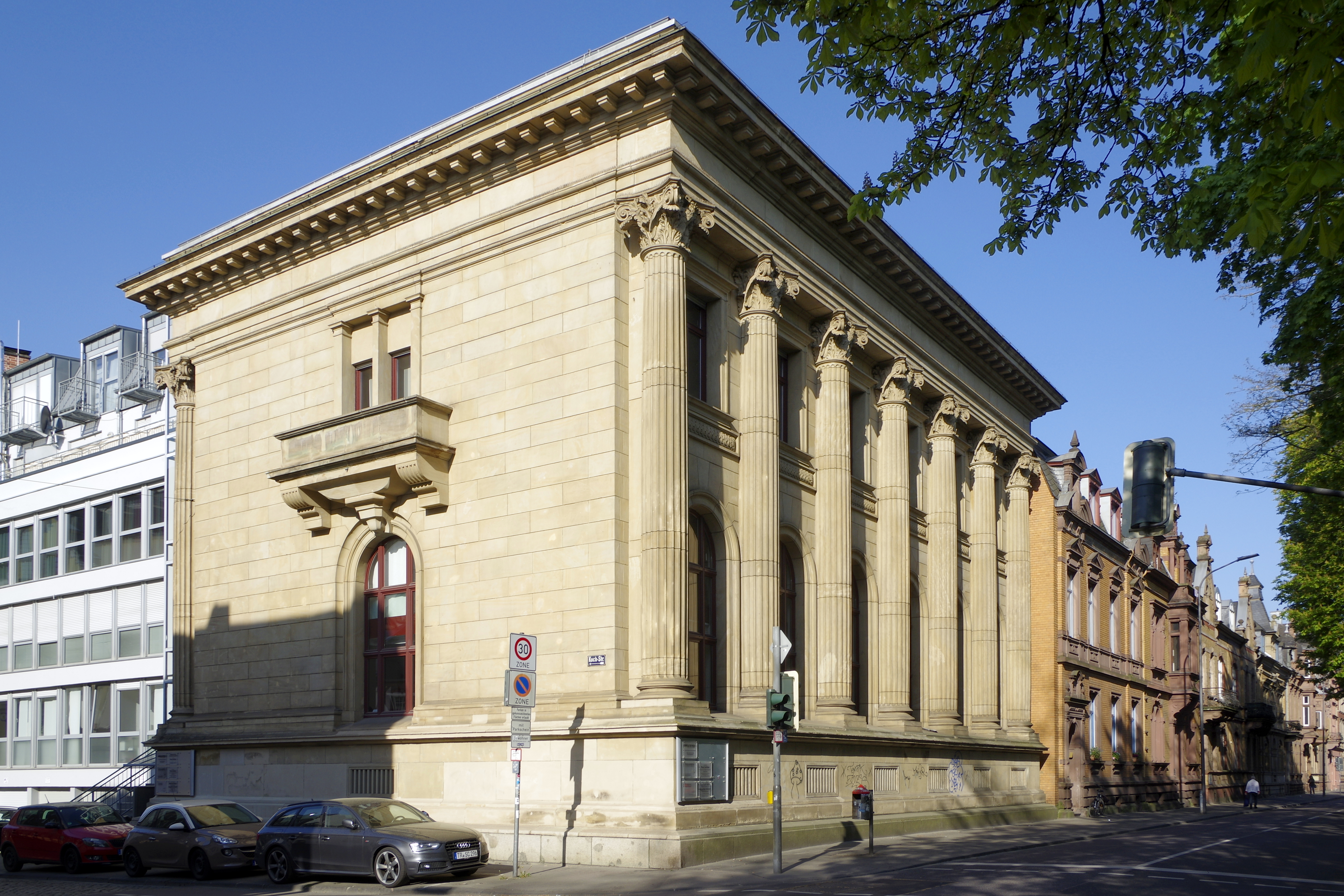
Ehem. Reichsbank Trier